# Communication Heights
Die Communication Heights sind ein Gebirgszug aus stark erodierten und bis zu 1800 m hohen Erhebungen im südlichen ostantarktischen Viktorialand. In den Darwin Mountains des Transantarktischen Gebirges ragen sie südlich des Midnight-Plateau zwischen dem Conant Valley und dem Grant Valley auf.
Ihren Namen erhielten sie im Jahr 2001 durch das Advisory Committee on Antarctic Names in Anlehnung an die Benennung geografischer Objekte in der Umgebung nach Beschäftigten aus dem Nachrichtenwesen.